# 银叶锥
银叶锥（学名：Castanopsis argyrophylla）为壳斗科锥属下的一个种。种加名 argyrophylla  意为“银色叶子的”。